# Jamais vu
Jamais vu (fr. „nigdy nie widziane”) – objaw psychopatologiczny polegający na błędnym uznaniu znanej sytuacji za nową.
Jamais vu należy do zaburzeń pamięci. W ich obrębie objaw ten klasyfikowany jest wśród paramnezji (zaburzeń jakościowych pamięci), a wśród nich do złudzeń utożsamiających.
Zjawisko to polega na tym, że znana z przeszłości (np. wspominana) sytuacja zostaje błędnie uznana za całkowicie nową, dotychczas nieprzeżywaną, obcą dla przeżywającego.
Funkcjonuje także podobne pojęcie jamais vécu („nigdy nie przeżyte”). Jamais vu i jamais vécu określane są jako przeżycia wyobcowujące.
Przeciwieństwem jamais vu jest déjà vu (fr. „już widziane”).